# Região da Capital Edmonton

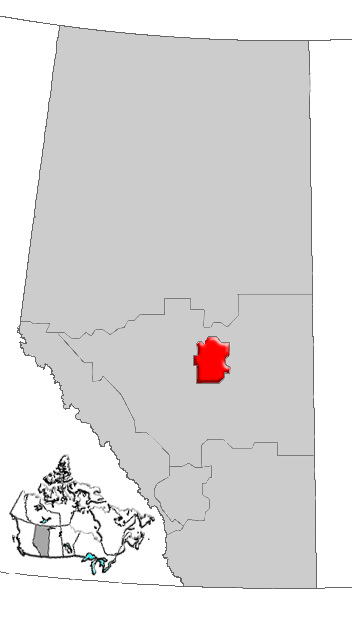
Região da Capital Edmonton

O Edmonton Capital Region (ECR) é uma região metropolitana centralizada na cidade de Edmonton, Alberta, Canadá. Sua população é de 1 016 000 habitantes.